# Fed Cup 2013 Zona Euro-Africana
La Zona Euro-Africana (Europe/Africa Zone) è una delle 3 divisioni zonali nell'ambito della Fed Cup 2013.
Essa è a sua volta suddivisa in tre gruppi (Gruppo I, Gruppo II, Gruppo III) formati rispettivamente da 16, 8 e 15 squadre, inserite in tali gruppi in base ai risultati ottenuti l'anno precedente. Questi tre gruppi sono vere e proprie categorie aventi un rapporto gerarchico fra di loro: obiettivo dei partecipanti al Gruppo III è quello di venire promossi al Gruppo II, dei partecipanti al Gruppo II quello di venir promossi al Gruppo I e altresì di evitare la retrocessione al Gruppo III, infine quello dei partecipanti al Gruppo I è quello di venir promossi al Gruppo Mondiale II e, parimenti, evitare la retrocessione al Gruppo II.

Il Gruppo III della zona Euro-Africana è l'ultima categoria nell'ordine, pertanto in tale categoria non sono previste retrocessioni.

## Gruppo I
- Sede: Municipal Tennis Club, Eilat, Israele (cemento outdoor)
- Periodo: 6-9 febbraio

Le 16 squadre vengono inserite in quattro gironi (Pool) da quattro squadre ciascuno. Le quattro squadre classificatesi al primo posto di ciascun girone prendono parte a degli spareggi per stabilire le due nazioni che avranno il diritto di partecipare agli spareggi per il Gruppo Mondiale II e quindi tentare la promozione al Gruppo Mondiale II.

Le quattro squadre classificatesi all'ultimo posto di ciascun girone prendono parte a dei play-out, in cui le due perdenti vengono retrocesse nel Gruppo II della Zona Euro-Africana per l'edizione del 2014.

### Gruppi
|   | Pool A (Dettagli) | Croazia (bandiera) | Bielorussia (bandiera) | Austria (bandiera) | Georgia (bandiera) |   |                            | Pool B (Dettagli) | Gran Bretagna (bandiera) | Ungheria (bandiera) | Portogallo (bandiera) | Bosnia ed Erzegovina (bandiera) |
| 1 | Croazia (3-0)     |                    | 3-0                    | 2-1                | 3-0                | 1 | Gran Bretagna (3-0)        |                   | 2-1                      | 2-1                 | 3-0                   |                                 |
| 2 | Bielorussia (2-1) | 0-3                |                        | 2-1                | 3-0                | 2 | Ungheria (2-1)             | 1-2               |                          | 3-0                 | 3-0                   |                                 |
| 3 | Austria (1-2)     | 1-2                | 1-2                    |                    | 3-0                | 3 | Portogallo (1-2)           | 1-2               | 0-3                      |                     | 2-1                   |                                 |
| 4 | Georgia (0-3)     | 0-3                | 0-3                    | 0-3                |                    | 4 | Bosnia ed Erzegovina (0-3) | 0-3               | 0-3                      | 1-2                 |                       |                                 |

|   | Pool C (Dettagli) | Polonia (bandiera) | Romania (bandiera) | Israele (bandiera) | Turchia (bandiera) |   |                   | Pool D (Dettagli) | Bulgaria (bandiera) | Paesi Bassi (bandiera) | Slovenia (bandiera) | Lussemburgo (bandiera) |
| 1 | Polonia (3-0)     |                    | 2-1                | 2-1                | 3-0                | 1 | Bulgaria (3-0)    |                   | 3-0                 | 3-0                    | 3-0                 |                        |
| 2 | Romania (1-2)     | 1-2                |                    | 2-1                | 1-2                | 2 | Paesi Bassi (2-1) | 0-3               |                     | 3-0                    | 3-0                 |                        |
| 3 | Israele (1-2)     | 1-2                | 1-2                |                    | 2-1                | 3 | Slovenia (1-2)    | 0-3               | 0-3                 |                        | 2-1                 |                        |
| 4 | Turchia (1-2)     | 0-3                | 2-1                | 1-2                |                    | 4 | Lussemburgo (0-3) | 0-3               | 0-3                 | 1-2                    |                     |                        |

### Spareggi promozione

#### Croazia vs. Polonia
| Croazia 1 | Municipal Tennis Club, Eilat, Israele 9 febbraio 2013 cemento outdoor | Municipal Tennis Club, Eilat, Israele 9 febbraio 2013 cemento outdoor | Polonia 2 |     |     |  |
| \| \| \| \| 1 \| 2 \| 3 \| \| \| - \| \| ----------------------------------------------------------------- \| --- \| --- \| --- \| \| \| 1 \| \| Ana Konjuh Urszula Radwańska \| 2 6 \| 6 3 \| 7 6 \| \| \| 2 \| \| Donna Vekić Agnieszka Radwańska \| 3 6 \| 2 6 \| \| \| \| 3 \| \| Darija Jurak / Ana Konjuh Agnieszka Radwańska / Urszula Radwańska \| 2 6 \| 4 6 \| \| \| |                                                                       |                                                                       |           |     |     |  |
| |                                                                       |                                                                       | 1         | 2   | 3   |  |
| 1 | Croazia (bandiera) · Polonia (bandiera)                               | Ana Konjuh Urszula Radwańska                                          | 2 6       | 6 3 | 7 6 |  |
| 2 | Croazia (bandiera) · Polonia (bandiera)                               | Donna Vekić Agnieszka Radwańska                                       | 3 6       | 2 6 |     |  |
| 3 | Croazia (bandiera) · Polonia (bandiera)                               | Darija Jurak / Ana Konjuh Agnieszka Radwańska / Urszula Radwańska     | 2 6       | 4 6 |     |  |

#### Gran Bretagna vs. Bulgaria
| Gran Bretagna 2 | Municipal Tennis Club, Eilat, Israele 10 febbraio 2013 cemento outdoor | Municipal Tennis Club, Eilat, Israele 10 febbraio 2013 cemento outdoor | Bielorussia 0 |     |     |             |
| \| \| \| \| 1 \| 2 \| 3 \| \| \| - \| \| --------------------------------------------------------------- \| --- \| --- \| --- \| ----------- \| \| 1 \| \| Laura Robson Dia Evtimova \| 6 0 \| 6 4 \| \| \| \| 2 \| \| Heather Watson Cvetana Pironkova \| 1 6 \| 6 4 \| 6 2 \| \| \| 3 \| \| Laura Robson / Heather Watson Elica Kostova / Cvetana Pironkova \| \| \| \| non giocato \| |                                                                        |                                                                        |               |     |     |             |
| |                                                                        |                                                                        | 1             | 2   | 3   |             |
| 1 | Gran Bretagna (bandiera) · Bielorussia (bandiera)                      | Laura Robson Dia Evtimova                                              | 6 0           | 6 4 |     |             |
| 2 | Gran Bretagna (bandiera) · Bielorussia (bandiera)                      | Heather Watson Cvetana Pironkova                                       | 1 6           | 6 4 | 6 2 |             |
| 3 | Gran Bretagna (bandiera) · Bielorussia (bandiera)                      | Laura Robson / Heather Watson Elica Kostova / Cvetana Pironkova        |               |     |     | non giocato |

### Spareggi 5º/8º posto

#### Israele vs. Bielorussia
| Israele 0 | Municipal Tennis Club, Eilat, Israele 9 febbraio 2013 cemento outdoor | Municipal Tennis Club, Eilat, Israele 9 febbraio 2013 cemento outdoor | Bielorussia 2 |     |   |             |
| \| \| \| \| 1 \| 2 \| 3 \| \| \| - \| \| ------------------------------------------------------------------- \| --- \| --- \| - \| ----------- \| \| 1 \| \| Julia Glushko Lidzija Marozava \| 6 2 \| 6 4 \| \| \| \| 2 \| \| Shahar Peer Ilona Kramen' \| 6 3 \| 6 2 \| \| \| \| 3 \| \| Julia Glushko / Shahar Peer Lidzija Marozava / Aliaksandra Sasnovic \| \| \| \| non giocato \| |                                                                       |                                                                       |               |     |   |             |
| |                                                                       |                                                                       | 1             | 2   | 3 |             |
| 1 | Israele (bandiera) · Bielorussia (bandiera)                           | Julia Glushko Lidzija Marozava                                        | 6 2           | 6 4 |   |             |
| 2 | Israele (bandiera) · Bielorussia (bandiera)                           | Shahar Peer Ilona Kramen'                                             | 6 3           | 6 2 |   |             |
| 3 | Israele (bandiera) · Bielorussia (bandiera)                           | Julia Glushko / Shahar Peer Lidzija Marozava / Aliaksandra Sasnovic   |               |     |   | non giocato |

#### Ungheria vs. Olanda
| Ungheria 2 | Municipal Tennis Club, Eilat, Israele 10 febbraio 2013 cemento outdoor | Municipal Tennis Club, Eilat, Israele 10 febbraio 2013 cemento outdoor | Paesi Bassi 0 |     |     |             |
| \| \| \| \| 1 \| 2 \| 3 \| \| \| - \| \| --------------------------------------------------------------------- \| --- \| --- \| --- \| ----------- \| \| 1 \| \| Réka-Luca Jani Bibiane Schoofs \| 6 3 \| 2 6 \| 6 3 \| \| \| 2 \| \| Tímea Babos Richèl Hogenkamp \| 6 2 \| 6 3 \| \| \| \| 3 \| \| Tímea Babos / Réka-Luca Jani Bibiane Schoofs / Angelique Van der Meet \| \| \| \| non giocato \| |                                                                        |                                                                        |               |     |     |             |
| |                                                                        |                                                                        | 1             | 2   | 3   |             |
| 1 | Ungheria (bandiera) · Paesi Bassi (bandiera)                           | Réka-Luca Jani Bibiane Schoofs                                         | 6 3           | 2 6 | 6 3 |             |
| 2 | Ungheria (bandiera) · Paesi Bassi (bandiera)                           | Tímea Babos Richèl Hogenkamp                                           | 6 2           | 6 3 |     |             |
| 3 | Ungheria (bandiera) · Paesi Bassi (bandiera)                           | Tímea Babos / Réka-Luca Jani Bibiane Schoofs / Angelique Van der Meet  |               |     |     | non giocato |

### Spareggi 9º/12º posto

#### Austria vs. Romania
| Austria 2 | Municipal Tennis Club, Eilat, Israele 9 febbraio 2013 cemento outdoor | Municipal Tennis Club, Eilat, Israele 9 febbraio 2013 cemento outdoor | Romania 1 |     |   |  |
| \| \| \| \| 1 \| 2 \| 3 \| \| \| - \| \| -------------------------------------------------------------------- \| ---- \| --- \| - \| \| \| 1 \| \| Melanie Klaffner Cristina Dinu \| 6 0 \| 6 3 \| \| \| \| 2 \| \| Nicole Rottman Ioana Raluca Olaru \| 64 7 \| 1 6 \| \| \| \| 3 \| \| Melanie Klaffner / Nicole Rottman Cristina Dinu / Ioana Raluca Olaru \| 6 3 \| 6 2 \| \| \| |                                                                       |                                                                       |           |     |   |  |
| |                                                                       |                                                                       | 1         | 2   | 3 |  |
| 1 | Austria (bandiera) · Romania (bandiera)                               | Melanie Klaffner Cristina Dinu                                        | 6 0       | 6 3 |   |  |
| 2 | Austria (bandiera) · Romania (bandiera)                               | Nicole Rottman Ioana Raluca Olaru                                     | 64 7      | 1 6 |   |  |
| 3 | Austria (bandiera) · Romania (bandiera)                               | Melanie Klaffner / Nicole Rottman Cristina Dinu / Ioana Raluca Olaru  | 6 3       | 6 2 |   |  |

#### Portogallo vs. Slovenia
| Portogallo | Municipal Tennis Club, Eilat, Israele 10 febbraio 2013 cemento outdoor | Municipal Tennis Club, Eilat, Israele 10 febbraio 2013 cemento outdoor | Slovenia |   |   |  |
| \| \| \| \| 1 \| 2 \| 3 \| \| \| - \| \| \| - \| - \| - \| \| \| 1 \| \| \| \| \| \| \| \| 2 \| \| \| \| \| \| \| \| 3 \| \| \| \| \| \| \| |                                                                        |                                                                        |          |   |   |  |
| |                                                                        |                                                                        | 1        | 2 | 3 |  |
| 1 | Portogallo (bandiera) · Slovenia (bandiera)                            |                                                                        |          |   |   |  |
| 2 | Portogallo (bandiera) · Slovenia (bandiera)                            |                                                                        |          |   |   |  |
| 3 | Portogallo (bandiera) · Slovenia (bandiera)                            |                                                                        |          |   |   |  |

- Partita non disputata

### Spareggi retrocessione

#### Georgia vs. Turchia
| Georgia 1 | Municipal Tennis Club, Eilat, Israele 9 febbraio 2013 cemento outdoor | Municipal Tennis Club, Eilat, Israele 9 febbraio 2013 cemento outdoor   | Turchia 2 |     |   |  |
| \| \| \| \| 1 \| 2 \| 3 \| \| \| - \| \| ----------------------------------------------------------------------- \| --- \| --- \| - \| \| \| 1 \| \| Sofia Kvatsabaia Başak Eraydın \| 0 6 \| 3 6 \| \| \| \| 2 \| \| Sofia Shapatava Çağla Büyükakçay \| 7 5 \| 6 3 \| \| \| \| 3 \| \| Margalita Chakhnašvili / Sofia Shapatava Çağla Büyükakçay / Pemra Özgen \| 5 7 \| 2 6 \| \| \| |                                                                       |                                                                         |           |     |   |  |
| |                                                                       |                                                                         | 1         | 2   | 3 |  |
| 1 | Georgia (bandiera) · Turchia (bandiera)                               | Sofia Kvatsabaia Başak Eraydın                                          | 0 6       | 3 6 |   |  |
| 2 | Georgia (bandiera) · Turchia (bandiera)                               | Sofia Shapatava Çağla Büyükakçay                                        | 7 5       | 6 3 |   |  |
| 3 | Georgia (bandiera) · Turchia (bandiera)                               | Margalita Chakhnašvili / Sofia Shapatava Çağla Büyükakçay / Pemra Özgen | 5 7       | 2 6 |   |  |

#### Bosnia-Erzegovina vs. Lussemburgo
| Bosnia ed Erzegovina 0 | Municipal Tennis Club, Eilat, Israele 10 febbraio 2013 cemento outdoor | Municipal Tennis Club, Eilat, Israele 10 febbraio 2013 cemento outdoor | Lussemburgo 2 |     |     |             |
| \| \| \| \| 1 \| 2 \| 3 \| \| \| - \| \| --------------------------------------------------------------- \| ---- \| --- \| --- \| ----------- \| \| 1 \| \| Anita Huaric Claudine Schaul \| 6 4 \| 4 6 \| 2 6 \| \| \| 2 \| \| Jelena Simic Anne Kremer \| 64 7 \| 6 3 \| 6 1 \| \| \| 3 \| \| Anita Huaric / Jasmina Kajtazovic Anne Kremer / Claudine Schaul \| \| \| \| non giocato \| |                                                                        |                                                                        |               |     |     |             |
| |                                                                        |                                                                        | 1             | 2   | 3   |             |
| 1 | Bosnia ed Erzegovina (bandiera) · Lussemburgo (bandiera)               | Anita Huaric Claudine Schaul                                           | 6 4           | 4 6 | 2 6 |             |
| 2 | Bosnia ed Erzegovina (bandiera) · Lussemburgo (bandiera)               | Jelena Simic Anne Kremer                                               | 64 7          | 6 3 | 6 1 |             |
| 3 | Bosnia ed Erzegovina (bandiera) · Lussemburgo (bandiera)               | Anita Huaric / Jasmina Kajtazovic Anne Kremer / Claudine Schaul        |               |     |     | non giocato |

### Verdetti
- Polonia e Gran Bretagna accedono al World Group II play-off.
- Georgia e Bosnia-Erzegovina retrocedono nel Gruppo II per il 2014.

## Gruppo II
- Sede: Bellevue Club, Ulcinj, Montenegro (Terra rossa)
- Data: 17-20 aprile

Le 8 squadre vengono suddivise in due gironi (Pool) da quattro squadre ciascuno. La prima classificata di ciascuno dei due gironi gioca uno spareggio contro la seconda dell'altro girone per determinare quali due squadre verranno promosse nel Gruppo I della zona Euro-Africana nel 2014. Le ultime classificate di ciascun girone disputano uno spareggio per stabilire quale squadra debba essere retrocessa nel Gruppo III della zona Euro-Africana nel 2014.

### Gruppi
|   | Pool A (Dettagli) | Tunisia (bandiera) | Lettonia (bandiera) | Finlandia (bandiera) | Estonia (bandiera) |   |                  | Pool B (Dettagli) | Montenegro (bandiera) | Lituania (bandiera) | Sudafrica (bandiera) | Grecia (bandiera) |
| 1 | Tunisia (3-0)     |                    | 2–1                 | 2–1                  | 2–1                | 1 | Montenegro (3-0) |                   | 3–0                   | 2–1                 | 2–1                  |                   |
| 2 | Lettonia (2-1)    | 1–2                |                     | 3–0                  | 3–0                | 2 | Lituania (2-1)   | 0–3               |                       | 2–1                 | 2–1                  |                   |
| 3 | Finlandia (1-2)   | 1–2                | 0–3                 |                      | 2–0                | 3 | Sudafrica (1-2)  | 1–2               | 1–2                   |                     | 2–1                  |                   |
| 4 | Estonia (0-3)     | 1–2                | 0–3                 | 0–2                  |                    | 4 | Grecia (0-3)     | 1–2               | 1–2                   | 1–2                 |                      |                   |

### Spareggi promozione
| Tunisia 2 | Bellevue Club, Ulcinj, Montenegro 20 aprile 2013 Terra rossa (outdoor) | Bellevue Club, Ulcinj, Montenegro 20 aprile 2013 Terra rossa (outdoor) | Lituania 1 |     |     |  |
| \| \| \| \| 1 \| 2 \| 3 \| \| \| - \| \| -------------------------------------------------------- \| --- \| --- \| --- \| \| \| 1 \| \| Nour Abbès Justina Mikulskytė \| 6 3 \| 6 4 \| \| \| \| 2 \| \| Ons Jabeur Lina Stančiūtė \| 6 3 \| 6 0 \| \| \| \| 3 \| \| Yosr Elmi / Mouna Jebri Agnė Čepelytė / Joana Eidukonytė \| 6 3 \| 1 6 \| 1 6 \| \| |                                                                        |                                                                        |            |     |     |  |
| |                                                                        |                                                                        | 1          | 2   | 3   |  |
| 1 | Tunisia (bandiera) · Lituania (bandiera)                               | Nour Abbès Justina Mikulskytė                                          | 6 3        | 6 4 |     |  |
| 2 | Tunisia (bandiera) · Lituania (bandiera)                               | Ons Jabeur Lina Stančiūtė                                              | 6 3        | 6 0 |     |  |
| 3 | Tunisia (bandiera) · Lituania (bandiera)                               | Yosr Elmi / Mouna Jebri Agnė Čepelytė / Joana Eidukonytė               | 6 3        | 1 6 | 1 6 |  |

| Lettonia 2 | Bellevue Club, Ulcinj, Montenegro 20 aprile 2013 Terra rossa (outdoor) | Bellevue Club, Ulcinj, Montenegro 20 aprile 2013 Terra rossa (outdoor) | Montenegro 1 |     |     |  |
| \| \| \| \| 1 \| 2 \| 3 \| \| \| - \| \| --------------------------------------------------------------------- \| --- \| --- \| --- \| \| \| 1 \| \| Jeļena Ostapenko Ana Veselinović \| 7 5 \| 6 2 \| \| \| \| 2 \| \| Diāna Marcinkēviča Danka Kovinić \| 2 6 \| 1 6 \| \| \| \| 3 \| \| Diāna Marcinkēviča / Jeļena Ostapenko Danka Kovinić / Danica Krstajić \| 2 6 \| 6 4 \| 6 4 \| \| |                                                                        |                                                                        |              |     |     |  |
| |                                                                        |                                                                        | 1            | 2   | 3   |  |
| 1 | Lettonia (bandiera) · Montenegro (bandiera)                            | Jeļena Ostapenko Ana Veselinović                                       | 7 5          | 6 2 |     |  |
| 2 | Lettonia (bandiera) · Montenegro (bandiera)                            | Diāna Marcinkēviča Danka Kovinić                                       | 2 6          | 1 6 |     |  |
| 3 | Lettonia (bandiera) · Montenegro (bandiera)                            | Diāna Marcinkēviča / Jeļena Ostapenko Danka Kovinić / Danica Krstajić  | 2 6          | 6 4 | 6 4 |  |

- Tunisia e  Lettonia promosse al gruppo I nel 2014.

### Spareggi retrocessione
| Finlandia 2 | Bellevue Club, Ulcinj, Montenegro 20 aprile 2013 Terra rossa (outdoor) | Bellevue Club, Ulcinj, Montenegro 20 aprile 2013 Terra rossa (outdoor) | Grecia 1 |     |     |  |
| \| \| \| \| 1 \| 2 \| 3 \| \| \| - \| \| --------------------------------------------------------------------- \| --- \| --- \| --- \| \| \| 1 \| \| Tanja Tuomi Despina Papamichail \| 0 6 \| 3 6 \| \| \| \| 2 \| \| Piia Suomalainen Maria Sakkarī \| 6 0 \| 6 2 \| \| \| \| 3 \| \| Ella Leivo / Piia Suomalainen Despina Papamichail / Despoina Vogasari \| 6 4 \| 2 6 \| 7 5 \| \| |                                                                        |                                                                        |          |     |     |  |
| |                                                                        |                                                                        | 1        | 2   | 3   |  |
| 1 | Finlandia (bandiera) · Grecia (bandiera)                               | Tanja Tuomi Despina Papamichail                                        | 0 6      | 3 6 |     |  |
| 2 | Finlandia (bandiera) · Grecia (bandiera)                               | Piia Suomalainen Maria Sakkarī                                         | 6 0      | 6 2 |     |  |
| 3 | Finlandia (bandiera) · Grecia (bandiera)                               | Ella Leivo / Piia Suomalainen Despina Papamichail / Despoina Vogasari  | 6 4      | 2 6 | 7 5 |  |

| Estonia 1 | Bellevue Club, Ulcinj, Montenegro 20 aprile 2013 Terra rossa (outdoor) | Bellevue Club, Ulcinj, Montenegro 20 aprile 2013 Terra rossa (outdoor) | Sudafrica 2 |     |   |  |
| \| \| \| \| 1 \| 2 \| 3 \| \| \| - \| \| --------------------------------------------------------------- \| --- \| --- \| - \| \| \| 1 \| \| Eva Paalma Madrie le Roux \| 6 2 \| 6 1 \| \| \| \| 2 \| \| Erika Hendsel Chanel Simmonds \| 3 6 \| 2 6 \| \| \| \| 3 \| \| Eva Paalma / Tatjana Vorobjova Natalie Grandin / Madrie le Roux \| 1 6 \| 3 6 \| \| \| |                                                                        |                                                                        |             |     |   |  |
| |                                                                        |                                                                        | 1           | 2   | 3 |  |
| 1 | Estonia (bandiera) · Sudafrica (bandiera)                              | Eva Paalma Madrie le Roux                                              | 6 2         | 6 1 |   |  |
| 2 | Estonia (bandiera) · Sudafrica (bandiera)                              | Erika Hendsel Chanel Simmonds                                          | 3 6         | 2 6 |   |  |
| 3 | Estonia (bandiera) · Sudafrica (bandiera)                              | Eva Paalma / Tatjana Vorobjova Natalie Grandin / Madrie le Roux        | 1 6         | 3 6 |   |  |

- Grecia e  Estonia retrocesse al gruppo III nel 2014.

## Gruppo III
- Sede: Terraten Club, Chișinău, Moldavia (Terra rossa)
- Data: 6-13 maggio

Le 15 squadre vengono suddivise in quattro gironi (Pool) da 4 squadre (Pool A da 3). La vincente della Pool A incontrerà la vincente della Pool B mentre la vincente della Pool C incontrerà la vincente della Pool D. Le due squadre vincitrici verranno promosse al Gruppo II della zona Euro-Africana nel 2014.
- Armenia
- Cipro
- Danimarca
- Egitto
- Irlanda
- Kenya
- Lesotho
- Liechtenstein

- Madagascar
- Malta
- Moldavia
- Marocco
- Namibia
- Norvegia
- Ruanda